# Frédéric Bérard (avocat et auteur)
Pour les articles homonymes, voir Frédéric Bérard et Bérard.
Frédéric Bérard (né en 1977) est un avocat, enseignant, auteur et chroniqueur québécois.

## Formation et carrière d'avocat
Il détient un baccalauréat en droit de l'Université de Montréal, une maîtrise en science politique de l'Université McGill et un doctorat (LL.D) en droit de l'Université de Montréal. Il a également effectué des études postdoctorales en philosophie à l'Université Laval. Sa thèse de doctorat, sous la direction du professeur Jean-François Gaudreault-DesBiens, s'intitule Charte canadienne et droits linguistiques : frontières allégoriques et autres assertions consensuelles.
Il agit au titre d'avocat-associé pour la firme Gattuso Bouchard Mazzone et enseigne le droit constitutionnel à l'Université de Montréal,.
Il représente, entre autres, les Orphelins de Duplessis,. Dans le cadre des contestations de la Loi 21, il intente, au nom de la Fédération autonome de l'enseignement (FAE), un recours visant à baliser l'usage des dispositions dérogatoires par les législateurs,,. En janvier 2025, la Cour suprême confirme qu'elle entendra la cause,. 

## Essayiste et auteur juridique
Il est l’auteur de plusieurs ouvrages, dont Charte canadienne et droits linguistiques : Pour en finir avec les mythes (issu de sa thèse de doctorat); La terre est une poubelle en feu; L'homme de paille : l’instrumentalisation du racisme, des libertés publiques et de Monsieur Patate; La bêtise insiste toujours; J'accuse les tortionnaires d'Omar Khadr
,,. Il a déjà donné des  conférences TED afin de parler de l'affaire Khadr.
En 2020, dans la foulée du débat sur le financement des commissions scolaires anglophones au Québec en relation avec l'article 23 de la Charte canadienne des droits et libertés, le professeur Jean Leclair écrit une lettre ouverte publiée dans La Presse au cours de laquelle il s'appuie sur l'ouvrage Charte canadienne et droits linguistiques : Pour en finir avec les mythes afin d'expliquer la posture du gouvernement provincial.
En outre, il est co-auteur de la monographie intitulée Précis d’interprétation législative avec le professeur de droit Stéphane Beaulac. Cet ouvrage a déjà été cité dans les décisions judiciaires des tribunaux du Québec,.

### Finaliste du Prix Donner
En 2018, l'ouvrage Charte canadienne et droits linguistiques : Pour en finir avec les mythes est lauréat du Prix Donner, un prix national visant à souligner les écrits traitant de politiques publiques canadiennes.

### Finaliste aux Prix littéraires du Gouverneur général
En 2023, Frédéric Bérard est finaliste des Prix littéraires du Gouverneur général  dans la catégorie « Essais » pour son ouvrage J’accuse les tortionnaires d’Omar Khadr.

## Activités professionnelles

### Activités publiques
Me Frédéric Bérard a siégé au conseil d’administration de l’Office québécois de la langue française (OQLF) de 2016 à 2019. En 2019, le gouvernement fédéral l'a nommé président des consultations nationales touchant la réforme de la Loi sur les langues officielles. Il siège en 2021 sur le comité d’experts formé aux fins de la réforme de la Loi sur les langues officielles,.
Il a été président d’honneur lors de la dernière édition du Festival international de théâtre de Mont-Laurier.

### Activités journalistiques
Frédéric Bérard est membre de la Fédération professionnelle des journalistes du Québec (FPJQ) et chroniqueur politique et judiciaire au quotidien Métro, à Radio-Canada, au magazine Le Point, ainsi qu’à la station 104.7FM. Me Frédéric Bérard est aussi reporter à l’international, ayant couvert des évènements dans une vingtaine de pays. Il est aussi invité à commenter l’actualité auprès de plusieurs autres médias en Amérique du Nord et en Europe. Me Frédéric Bérard a été chroniqueur à l’émission Denis Lévesque entre 2012 et 2022.
Intellectuel engagé défendant des positions politiques et sociales de gauche, il est chroniqueur régulier au journal montréalais Métro (jusqu’à sa fermeture). Il était également avec Gilles Proulx un invité hebdomadaire de Denis Lévesque dans son émission à LCN,. Il est un détracteur et un adversaire idéologique de Mathieu Bock-Côté,,.

### Animateur d'émissions-débats
Frédéric Bérard a également conçu et animé un talk-show politique appelé Discussions de salon. Il y a reçu une multitude de personnalités publiques et politiques, notamment Justin Trudeau, Gaétan Barrette, Jagmeet Singh, Yves-François Blanchet, Dalida Awada et plusieurs autres.
Il a aussi conçu et animé le talk-show politique Un été politique avec Frédéric Bérard. Il y a reçu des figures politiques comme Philippe Couillard, Bernard Drainville et Gabriel Nadeau-Dubois.

### Activités de chercheur universitaire
En plus d'être fondateur et codirecteur de l'Observatoire national en matière de droits linguistiques, Frédéric Bérard est également chercheur au Centre de recherche en droit public de l’Université de Montréal. Il a rédigé plus d’une vingtaine d’articles qui ont été publiés dans des revues scientifiques.